# Towner, Dakota de Nord
Towner este sediul comitatului McHenry (conform originalului din engleză, McHenry County), unul din cele 53 de comitate ale statului american Dakota de Nord. Populație: 553 (2010). Towner a fost fondat în 1886.
1. ↑  2016 U.S. Gazetteer Files
2. ↑  Recensământul Statelor Unite ale Americii din 2010, accesat în 9 iulie 2020